# Буренйонгенс
Буренйонгенс (нід. Boerenjongens — сільські хлопці, нід. вимова: [buːrə(n)ˈjɔŋə(n)s]) — нідерландська страва з родзинок, замочених у бренді. Ця страва особливо популярна серед літніх нідерландців і традиційно вживається на свята або дні народження.
Буренйонгенс добре відомий у північних провінціях, особливо в Гронінгені. У Східній Фризії «фермерські хлопці» є одним з найвідоміших кулінарних делікатесів і називаються там «Bohntjesopp». Настій з родзинками також вживається окремо. Раніше його «пили», особливо на свята, наприклад, на дні народження. 
У місті Гронінген та інших містах сільської місцевості, як-от Енсхеде, часто продається морозиво зі смаком boerenjongens.
Варіація цього рецепту з абрикосами в бренді, називається boerenmeisjes (укр. сільські дівчата).